# Pray (canción de Justin Bieber)
«Pray» es una canción interpretada por el cantante canadiense Justin Bieber. Fue escrita por Bieber con Omar Martínez y Adán Messinger y Nasri de The Messengers, con este último dúo como productores. La canción se toma como un sencillo en varios países europeos de su álbum recopilatorio, My Worlds: The Collection. En los Estados Unidos y Canadá, la canción se incluye en My Worlds Acoustic . 
Según Bieber, que se inspiró en Michael Jackson  «Man in the Mirror» (1988) al escribir la canción. "Pray" es una canción cristiana contemporánea, con influencias de pop y R&B. Se basa principalmente en nstrumentos acústicos, sin embargo tiene pequeños usos de sonidos electrónicos.
"Pray" recibió críticas generalmente positivas, con críticos que aprecian el mensaje descrito en la canción. Llegó a la mitad inferior de la lista de sencillos en Alemania y Austria, y en varios países en las que no se publicó como una sencillo, tales como los Estados Unidos y Australia. El video de la canción se estrenó en Facebook el 11 de diciembre de 2010. El vídeo, que también tiene connotaciones religiosas, muestra escenas características de lugares afectados por desastres naturales, niños enfermos, hogares, y mucho más, que están intercaladas con Bieber. 
Justin Bieber interpretó la canción en los American Music Awards , acompañados por un coro completo.

## Recepción Comercial
"Pray", fue lanzado sólo como sencillo en determinados países de Europa, y tuvo un éxito moderado. En Bélgica llegó al número 5 de la lista Ultratip Bubbling Under de Flandes, mientras que en la Ultratip Bubbling Under de Valonia,  la canción llegó al número 15. En la lista de sencillos de Austria, "Pray" alcanzó el puesto número 65. "Pray" debutó en el puesto 51 en Alemania y pasó ocho semanas en la lista.  
A pesar de no ser lanzado como sencillo en estos países, debido a las ventas después de los lanzamientos digitales de My Worlds: The Collection y My Worlds Acoustic "Pray" alcanzó el número 94 en el Australian Singles Chart y el 112 en la lista de sencillos del Reino Unido. En los Estados Unidos debutó en el puesto 91 del Billboard Hot 100 y alcanzó el número 61 a la semana siguiente. 

## Lista de canciones
German CD single
1. "Pray"
2. "U Smile" (Acoustic Version)

## Posicionamiento en listas
| Listas (2010–2011)                          | Máxima posición |
| ------------------------------------------- | --------------- |
| Alemania (Offizielle Deutsche Charts)       | 51              |
| Australia (ARIA)                            | 94              |
| Austria (Ö3 Austria Top 40)                 | 63              |
| Bélgica (Flandes) (Ultratip Bubbling Under) | 5               |
| Bélgica (Valonia) (Ultratip Bubbling Under) | 15              |
| Estados Unidos (Billboard Hot 100)          | 61              |
| Reino Unido (UK Singles Chart)              | 112             |